# Reiner Uthoff
Reiner Uthoff (19 de septiembre de 1937-5 de junio de 2024) fue un escritor y director de escena alemán.

## Biografía
Nacido en Bielefeld el 19 de septiembre de 1937, Uthoff estudió economía y sociología en la Universidad de Friburgo y en la Universidad Ludwig Maximilian de Múnich. Presentó su tesis doctoral, titulada "Kabarett als Mittel der öffentlichen Meinungsbildung", en 1964. Al año siguiente, fundó el Rationaltheater junto a su esposa, Sylvia, y sus compañeros de clase, Horst Reichel y Ekkehart Kühn. Fue el padre de Max Uthoff.
Uthoff falleció el 5 de junio de 2024, a los 86 años.

## Obras
- Über den Bahnen der Raubvögel (1962)
- Gottes Speise ist Konfetti: 36 Gedichte ad pias causas (1962)
- Vom Säugling zum Bückling. Erziehung in der BRD (1972)
- Über die Unverhältnismäßigkeit von Verbrechen und Strafe in einem sozialen Rechtsstaat – Der Fall Rudolf G (1972)
- Die drei Säulen des Kapitalismus. Unterdrückung = „Knast“. Justiz = „Bonn Hur“. Ausbeutung = „Wer beschiss Salvatore“. Drei Programme vom Münchner Rationaltheater
- Tatort Vatikan (1998)
- Das Gaga Lexikon. 1000 Grundbegriffe der Politik (1998)